# Дос-де-Майо
Дос-де-Майо (исп. Provincia de Dos de Mayo) — одна из 11 провинций региона Уануко в Перу. Граничит на севере с провинцией Уамалес, на юге с провинциями Лаурикоча, Яровилька и Уануко. На востоке — с провинциями Леонсио Прадо, Уануко и Яровилька. На западе — с провинцией Болоньезе в департаменте Анкаш. Столицей провинции является город Ла-Унион.

## География

### Рельеф и гидрография
Провинция Дос-де-Майо представляет собой центр разнообразия Перу. На его 1447,68 км² расположены места с высотами от 2960 метров над уровнем моря в районе Кивилла и до 4 100 метров над уровнем моря в верхней части района Пачас.
Территория провинции расположена в центре большого горного хребта, ограниченного тремя горными хребтами северных Анд Перу: западным, центральным и восточным, охватывающим большую часть территории регионов Кечуа, Суни и Пуна, и часть джунглей (северо-восточная часть округа Мариас); когда-то район Хуалланки находился в его юрисдикции.
Главной рекой является Вискарра, которая впадает в молодую реку Мараньон и стекает в северо-восточном направлении провинции, придавая своей топографией форму воронки.

## Административное деление
Провинция делится на девять районов.
| № | Район                 | Столица               | Дата основания      | Карта провинции |
| 1 | Ла-Унион (La Unión)   | Ла-Унион (La Unión)   | 4 мая 1875 г.       |                 |
| 2 | Рипан (Ripán)         | Рипан (Ripán)         | 31 декабря 1958 г.  |                 |
| 3 | Шункуи (Shunqui)      | Шункуи (Shunqui)      | 18 сентября 1960 г. |                 |
| 4 | Пачас (Pachas)        | Пачас (Pachas)        |                     |                 |
| 5 | Сильяпата (Sillapata) | Сильяпата (Sillapata) | 18 сентября 1951 г. |                 |
| 6 | Янас (Yanas)          | Янас (Yanas)          | 12 сентября 1921 г. |                 |
| 7 | Чукуис (Chuquis)      | Чукуис (Chuquis)      | 18 сентября 1960 г. |                 |
| 8 | Мариас (Marías)       | Мариас (Marías)       | 12 мая 1962 г.      |                 |
| 9 | Кивилла (Quivilla)    | Кивилла (Quivilla)    | 12 сентября 1921 г. |                 |

## Туризм
Провинция богата природными и археологическими достопримечательностями.

### Уануко-Пампа
Археологический центр расположен на одноименном плато площадью 21 км² и на высоте почти 3600 м, в 5 км от города Ла-Унион. В восьми районах насчитывается 3500 зданий инкской архитектуры, 100 монументальных строений и еще 503 сооружения, включая склады, различные дома, улицы, кварталы, загоны, акведуки, гигиенические постройки и жильё, построенные вдоль высокогорного шоссе инков между Куско и Кито. В монументальной зоне находятся, в основном, величественные храмы Ушно и Крышки Пум. Внешние фасады храмов представляют собой резные каменные конструкции с трапециевидными отверстиями и расположены так, что через них проходят солнечные лучи на восходе и на закате.
Внушительный Ушно представляет собой большую каменную платформу высотой 35 м, длиной 48 м и шириной 32 м, расположенной в середине площади Археологического комплекса Вануко-Марка, и считается церемониальным центром, хотя там имеется и звездная обсерватория, возможно, самая важная в андском мире. Недавнее исследование, проведенное в Вануко-Марка, предоставило новые доказательства астрономических наблюдений инков в этом месте, принципах пространственной организации, основанной на астрономических вычислениях, а также о специфическом использовании некоторых строений в качестве обсерваторий. Строения, являющиеся обсерваториями, представляют собой платформу "Ушну" и структуру, известную как "Инкаваси".

### Лириопампа
Представляет собой холм большой высоты и размеров. Находящаяся на левом берегу реки Вискарра в районе Рипан одноименная община располагается на склонах. Силуэт холма очень напоминает контур южной стены заснеженной Аконкагуа.

### Таурипампа
Расположен в 2 км к югу от города Ла-Унион, у подножия холма Лириопампа. Это небольшой тоннель высотой приблизительно 1,5 м и глубиной 6 м, из которого протекает небольшое количество термальных лечебных вод, таких же, какие используются для бань.

### Конок
Расположен в районе Рипан в 2 км к северо-западу от Ла-Унион, на берегу реки Вискарра. Термально-минерально-лечебные воды Конока рекомендуются для лечения ревматических заболеваний и обеспечивают посетителям-любителям активного отдыха большее спокойствие в окружении величественной природы.

### Нунаш
Археологический центр, расположенный в округе Пачас.

### Эстака-Мачаи
Археологические раскопки эпохи до инков. Его очень легко увидеть с дороги Уануко-Дос-де-Майо, расположенной примерно в 7 км, и до Тинго-Чико, объездной дороги для Ла-Унион и Тантамайо. Здесь вы можете увидеть деревянные колья, укрытые в самых труднодоступных местах скал.